# Golful Finic

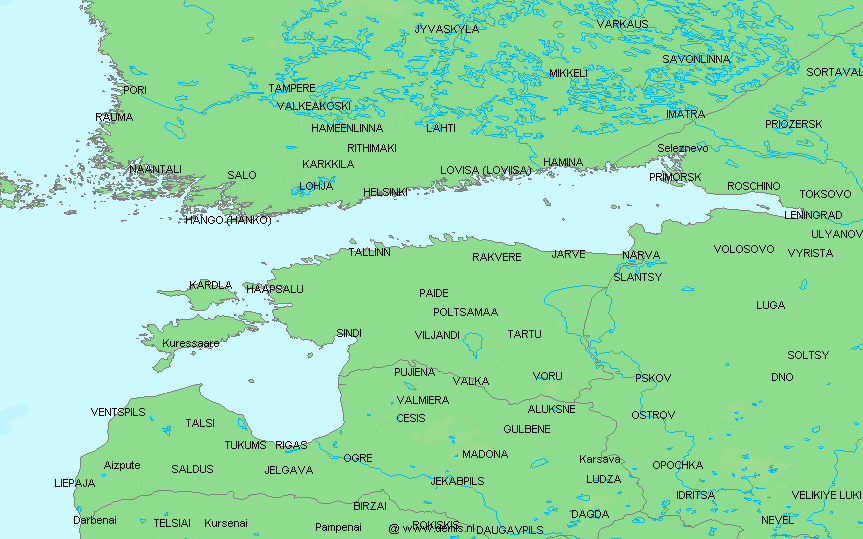
Harta regiunii Golfului Finic

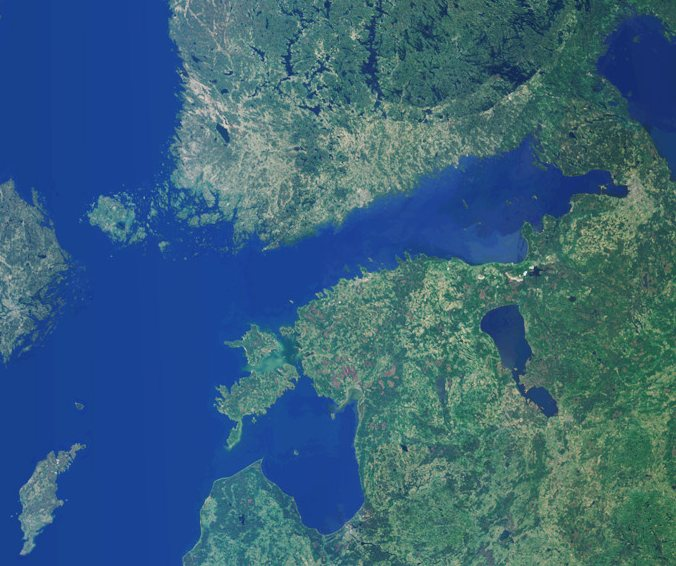
Golful Finic - fotografie din satelit

Golful Finic sau Golful Finlandei este un braț estic al Mării Baltice cuprins între Finlanda (la nord), Estonia (la sud) și Rusia (la est). Râul Neva se varsă în Golful Finic în dreptul orașului Sankt Peterburg. Alte orașe importante de pe malul golfului sunt Helsinki și Tallinn.